# SC Cambuur
SC Cambuur je nizozemski nogometni klub iz Leeuwardena. U sezoni 2019./20. se natječe u Eerste divisie, drugom rangu nizozemskog nogometa, a u kojoj nastupaju od 2016. godine kad su ispali iz Eredivisie. Klub je osnovan 19. lipnja 1964. godine, a nastupaju u žuto-plavoj boji, dok je grb preuzet od van Cammingha, frizijske plemićke obitelji. Domaće utakmice igraju na Cambuur Stadionu koji može primiti 10.500 gledatelja.

## Treneri kroz povijest
- Jan Bens (1964. – 1966.)
- Piet de Wolf (1966. – 1968.)
- Jan Bens (1968. – 1970.)
- Leo Beenhakker (1972. – 1976.)
- Nol de Ruiter (1976. – 1980.)
- Henk de Jonge (1980. – 1983.)
- Theo Verlangen (1983. – 1986.)
- Fritz Korbach (1986. – 1988.)
- Sandor Popovics (1988. – 1990.)
- Rob Baan (1990. – 1992.)
- Theo de Jong (1992. – 1993.)
- Fritz Korbach (1993. – 1995.)
- Han Berger (1995. – 1998.)
- Gert Kruys (1998. – 2002.)
- Henny Lee (v.d.) (2002.)
- Rob McDonald (2002. – 2003.)
- Dick de Boer (2003. – 2004.)
- Jan Schulting (2004. – 2005.)
- Roy Wesseling (2005. – 2007.)
- Gerrie Schouwenaar (2007.)
- Jurrie Koolhof (2007. – 2008.)
- Stanley Menzo (2008. – 2010.)
- Alfons Arts (2010. – 2013.)
- Henk de Jong (v.d.) (2013.)
- Dwight Lodeweges (2013. – 2014.)
- Henk de Jong (2014. – 2016.)
- Marcel Keizer (2016.)
- Rob Maas (2016.)
- Sipke Hulshoff (2016. – 2017.)
- Marinus Dijkhuizen (2017.)
- Sipke Hulshoff (2017.)
- René Hake (2018. -)

## Vanjske poveznice
- Službene stranice